# Slibgieten

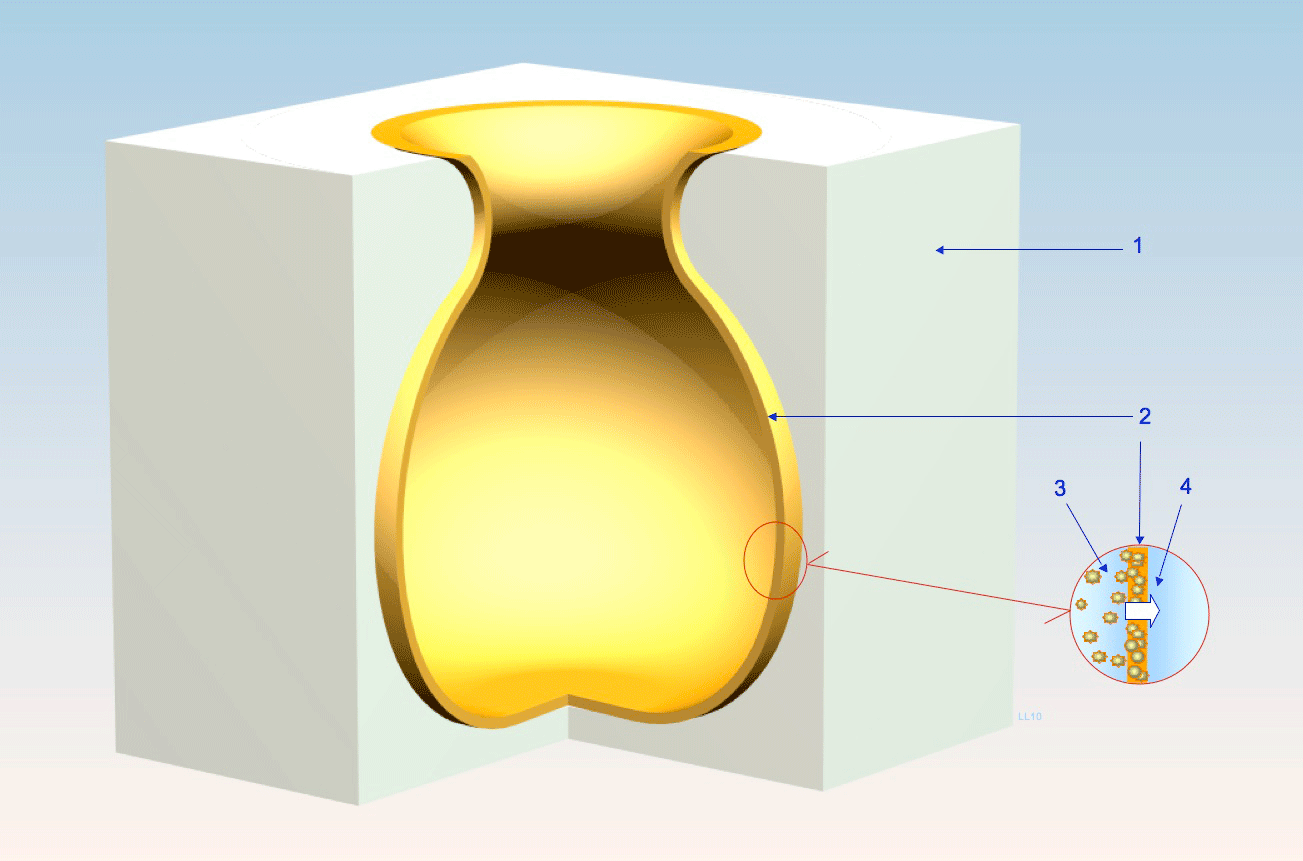
Slibgieten. 1 Mal. 2 Vast slib. 3 Vloeibaar slib. 4 Vochtonttrekking van het vloeibaar slib door de mal (dehydratie)

Slibgieten is een vormgevingstechniek voor de massaproductie van aardewerk waarbij vloeibaar slib in een mal wordt gegoten. Het wordt toegepast voor holle vormen die niet op een pottenbakkersschijf gemaakt kunnen worden.

## Proces
Vloeibaar slib (3), een suspensie van klei in water, wordt in een holle mal (1) gegoten. De meestal van gips gemaakte mal onttrekt, door middel van de capillaire werking (4), het vocht aan het slib. Hierdoor ontstaat een afzetting van het keramiek aan de wand van de mal (2). Het nog vloeibare slib, in het midden van de mal, wordt afgegoten of afgelaten. Nadat de mal is verwijderd blijft er een vaste holle kleivorm (2) over. Deze vaste holle vorm kan eventueel nog verder afgewerkt worden en wordt na het drogen gebakken. Afhankelijk van de toepassing is als laatste processtap glazuren mogelijk.

## Toepassingen
Het slibgietproces wordt voornamelijk toegepast bij de vervaardiging van industriële keramiek (sanitair) en technische keramiek. Ook kan het slibgietproces voor kleine productieseries worden toegepast en werden terracotta beelden vaak op deze manier vervaardigd.

## Geschiedenis
In 1745 is door Ralph Daniel het slibgieten geïndustrialiseerd.